# Joseph Aragon
Pour les articles homonymes, voir Aragon.
Joseph Aragon, né le 17 mai 1802 à Millas (Pyrénées-Orientales) et mort le 5 octobre 1869 à Perpignan (Pyrénées-Orientales), est un médecin et homme politique français.

## Biographie
Médecin homme politique conservateur et républicain, petit-fils d'un ariégeois venu faire fortune à Millas dans le commerce de drap, il est maire de Millas et conseiller général du canton de Millas. Partisan de Louis-Napoléon Bonaparte et de son coup d'état du 2 décembre 1851, il est nommé maire de Perpignan en 1852.

## Mandats
Conseiller général du canton de Millas
- 1848 - 1855

Maire de Millas
- 1843 - 1848

Maire de Perpignan
- 4 août 1852 - 26 juin 1855